# Cantonul Roubaix-Nord
Cantonul Roubaix-Nord este un canton din arondismentul Rijsel, departamentul Nord, regiunea Nord-Pas-de-Calais, Franța.

## Comune
- Roubaix (Robaais) (parțial, reședință)
- Wattrelos (Waterlo) (parțial)